# Клан (Приморские Альпы)
Клан (фр. Clans) — коммуна на юго-востоке Франции в регионе Прованс — Альпы — Лазурный берег, департамент Приморские Альпы, округ Ницца, кантон Туррет-Леванс. До марта 2015 года коммуна административно входила в состав упразднённого кантона Сен-Совёр-сюр-Тине (округ Ницца).
Площадь коммуны — 37,79 км², население — 551 человек (2006) с тенденцией к росту: 575 человек (2012), плотность населения — 15,2 чел/км².

## Население
Население коммуны в 2011 году составляло — 569 человек, а в 2012 году — 575 человек.
| 1962 | 1968 | 1975 | 1982 | 1990 | 1999 | 2006 | 2008 | 2011 | 2012 |
| ---- | ---- | ---- | ---- | ---- | ---- | ---- | ---- | ---- | ---- |
| 446  | 472  | 400  | 367  | 496  | 532  | 551  | 557  | 569  | 575  |

Динамика численности населения:

## Экономика
В 2010 году из 326 человек трудоспособного возраста (от 15 до 64 лет) 230 были экономически активными, 96 — неактивными (показатель активности 70,6 %, в 1999 году — 62,1 %). Из 230 активных трудоспособных жителей работали 210 человек (114 мужчин и 96 женщин), 20 числились безработными (9 мужчин и 11 женщин). Среди 96 трудоспособных неактивных граждан 25 были учениками либо студентами, 40 — пенсионерами, а ещё 31 — были неактивны в силу других причин.
На протяжении 2010 года в коммуне числилось 245 облагаемых налогом домохозяйств, в которых проживало 560,0 человек. При этом медиана доходов составила 15 тысяч 122 евро на одного налогоплательщика.